# 王燕生
王燕生（1924年5月—2017年4月23日），河北徐水县人，中华人民共和国政治人物。

## 生平
1939年9月参加工作，1943年9月加入中国共产党。曾任徐水县政府秘书、副县长；登封县副县长。1953年赴苏联留学，毕业于莫斯科苏共中央团校。回国后担任团中央委员兼河南省团委副书记，后调任郑州大学党委副书记。1964年～1966年，任郑州工学院党委书记。1972年，任洛阳农机学院党委书记，1975年，任开封师范学院党委书记。1977年，任河南省文委副主任、省教育厅顾问。担任中共河南省顾问委员会委员。1994年12月离休。2017年4月23日在郑州逝世，享年93岁。